# Yağlıca, Kadınhanı
Yağlıca là một xã thuộc huyện Kadınhanı, tỉnh Konya, Thổ Nhĩ Kỳ. Dân số thời điểm năm 2011 là 458 người.